# Enköpings högre allmänna läroverk
Enköpings högre allmänna läroverk var ett läroverk i Enköping verksamt från 1859 till 1968.

## Historia
Skolan har rötter i en medeltida skola från 1461 och var från 1652 till 1859 Enköpings Pedagigie/Enköpings trivilaskola. Blev Enköpings (lägre) elementarläroverk från 1859 och (lägre) allmänt läroverk 1878.
Skolbyggnaden uppfördes 1864 enligt Ludvig Hawermans ritningar.
Skolan blev en realskola 1905 och var samrealskola mellan 1928 och 1955. År 1949 tillkom ett kommunalt gymnasium och 1955 blev skolan Enköpings högre allmänna läroverk. Skolan kommunaliserades 1966 och upphörde som läroverk 1968. Byggnaden används därefter av Vårfruskolan/Kulturskolan i Enköping. Studentexamen gavs från 1952 till 1968 och realexamen från 1907 till 1963.